# Dasybasis mendozana
Dasybasis mendozana är en tvåvingeart som först beskrevs av Günther Enderlein 1925.  Dasybasis mendozana ingår i släktet Dasybasis och familjen bromsar. Inga underarter finns listade i Catalogue of Life.